# Pieter Steenwijck

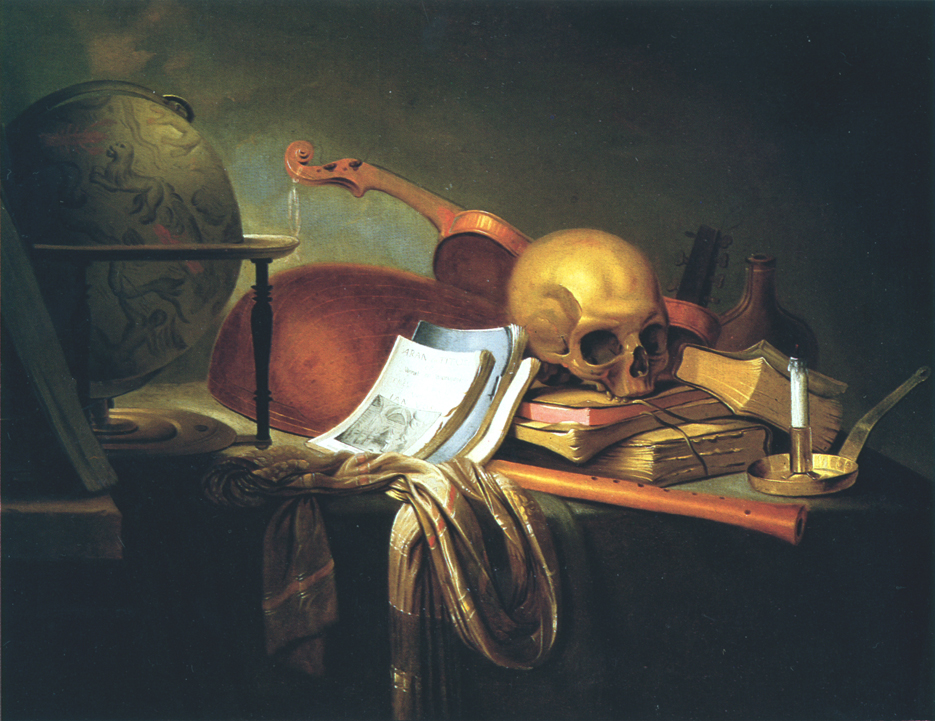
Vanitasstilleven

Pieter Steenwijck (Delft, ca. 1615 - na 1656) was een Nederlands kunstschilder uit de periode van de Gouden Eeuw. Hij vervaardigde enkele genrestukken (interieurs), maar legde zich voornamelijk toe op stillevens, waaronder een aantal vanitasstillevens.
De geboorte- en overlijdensdata van de schilder zijn niet met zekerheid bekend. Zijn vader was Evert Harmensz, een Delfts lenzen en brillenmaker die oorspronkelijk uit Steenwijk kwam. Pieter Steenwijck was een broer van Harmen Steenwijck. Zij werden beiden opgeleid door hun oom David Bailly in Leiden. Ze werkten in dezelfde stijl en in hetzelfde genre en deelden een atelier in Delft.
Pieter werd op 10 november 1642 lid van het Sint-Lucasgilde in Delft, maar in 1644 sloot hij zich aan bij het gilde in Leiden. Hij werkte tussen 1652 en 1654  in Den Haag. Een stilleven in de vorm van een allegorie op de dood van admiraal Maarten Harpertszoon Tromp bevindt zich in Museum De Lakenhal in Leiden. Hij leefde nog in 1656, omdat hij in dat jaar een vanitasstilleven (Leiden) geschilderd heeft.